# Gora Przheval'skogo
Gora Przheval'skogo är ett berg i Antarktis. Det ligger i Östantarktis. Australien gör anspråk på området. Toppen på Gora Przheval'skogo är 2 038 meter över havet.
Terrängen runt Gora Przheval'skogo är huvudsakligen lite kuperad.  Trakten är obefolkad. Det finns inga samhällen i närheten.